# 中华人民共和国计划生育
计划生育是中华人民共和国的人口控制政策，属于基本国策。具体的政策在中华人民共和国历史的不同时期并不完全相同，從以前的絕育、獨生優惠，以控制中国大陸人口数量为目的，再到现行的積極计划生育政策，提倡适龄婚育、优生优育，实行人口长期均衡发展的生育政策。在世界范围内，计划生育运动早在19世纪以及20世纪初就开始发展，其中英国学者托马斯·罗伯特·马尔萨斯的《人口论》以及马尔萨斯联盟、美国学者山额夫人创立的美国计划生育联盟（后更名为美国计划生育联合会）较有影响力。
中华人民共和国成立初期，中国大陸曾鼓励生育，并效仿苏联给予生育多的妇女以“英雄母亲”、“光荣母亲”的荣誉称号。1953年，在时任北京大学校长、人口学家马寅初等人的提议下，中国大陸开展了第一次全国人口普查，结果显示中国大陸总人口突破6亿，比1949年增长超过1亿多人口、人口自然增长率超过20‰。马寅初等人随即带队进行调查研究，并多次向中共中央和中央人民政府提出要进行“计划生育”、“控制人口”，获得刘少奇、周恩来等领导人的认可，但随后受到毛泽东、康生、陈伯达等人的反对（此前毛泽东曾对节育表达过一定支持），而1957年“反右运动”起马寅初逐渐遭到全国范围的批判，并于1960年被迫辞去北大校长职务，随后遭到软禁。期间，毛泽东等人于1958年发起的“大跃进”直接造成三年困难时期，据各方估计有数千万人非正常死亡，在1962年后即出现新一波婴儿潮補充。因此，在1970年以前，各种因素导致中国大陸的计划生育并未广泛实行；截止1964年，第二次全国人口普查显示中国大陸总人口达7.23亿，而截至1969年中国大陸总人口已超过8亿。
1970年代初期，毛泽东等人的态度发生转变，中国大陸开始实行计划生育，在第四个五年计划中提出“一个不少，两个正好，三个多了”的口号。1973年，第一次全国计划生育彙报会中提出“晚、稀、少”的政策，要求晚婚、一对夫妇两次生育间隔3年以上、生育不超过两个孩子。1976年毛泽东逝世，中国大陸人口数量到达9.3亿。1978年底，邓小平成为中国大陸第二代最高领导人，主导拨乱反正、马寅初等人被平反，而在邓小平、陈云、华国锋、李先念等人的推动下，自1980年起中共中央在全国范围内普遍提倡“一对夫妇只生育一个孩子”。1982年7月，第三次全国人口普查数据显示中国大陆人口数量突破10亿；1982年底，第五届全国人民代表大会第五次会议将计划生育定为基本国策。1995年起，中国大陸进一步提倡“晚婚晚育、少生优生”。1990年-2010年，全国人口普查显示中国大陆总人口从11.3亿增长到13.4亿，人口总数位居世界第一、生育率低于世界平均水平；截止2019年底，中国大陆总人口达到14亿。根据中国大陸于2007年、2013年的官方估计，计划生育政策使得中国大陸少出生4亿多人、使世界60亿人口日推迟4年到来，而21世纪以来，中国大陸80年代初期的计划生育所取得的成果得到包括联合国人口基金会在内的肯定，但其中過嚴的執行力，利用部分强制性举措（譬如强制引产、结扎、强制上环、查环以及公开节育措施）和公民的人权受损也遭致诸多批评。
具体政策上，2013年以前中国大陆對计划生育態度仍很堅定，並打算繼續推行以独生子女政策（一孩政策）为主，农村夫妻只有一个女孩、夫妻双方为独生子女、自治区和一些省的少数民族（壮族、满族除外）等几种情况可以生育两个子女的方針；其中，新疆少数民族农牧民、青海少数民族牧民可以生育三个子女，而西藏自治区对藏族实行自愿计划生育政策，但提倡已有三个孩子的夫妇不再生育。根据国际法，计划生育必须以自愿为前提，以保障生育权为目标。另一方面，近年来中国大陆人口的结构问题凸显，总和生育率接近世界最低水平、老龄化严重、儿童性别比极高；此外，计划生育的目标（原本预定仅執行20餘年左右，已经超过年限）和理论依据（计划未充分考虑各性別、民族的人口失衡）也开始受到质疑，尤其在2013年推行單独二孩政策大大低於預想后，高層因错判年輕一代的婚育形势而受到批评。

2015年10月26日到29日，中共中央在十八届五中全会宣布加速開展全面二胎，在中国大陆实行30余年的一胎化政策正式走入历史。但生育數量沒有顯著上升，2020年已經降至約1000萬人，再創下1949年中國大陸在戰後新低。中共中央政治局于2021年5月31日更宣布实施三孩政策，並自2024年起开始要求地方政府積極改變老觀念，尤其是改進施政精細度研究提供促生配套措施，聆聽社會不同反饋意見與认识下一代人的需求，总结推广典型经验做法，建設新型態生育友好型社會。

## 历史沿革

### 1970年前：人口激增

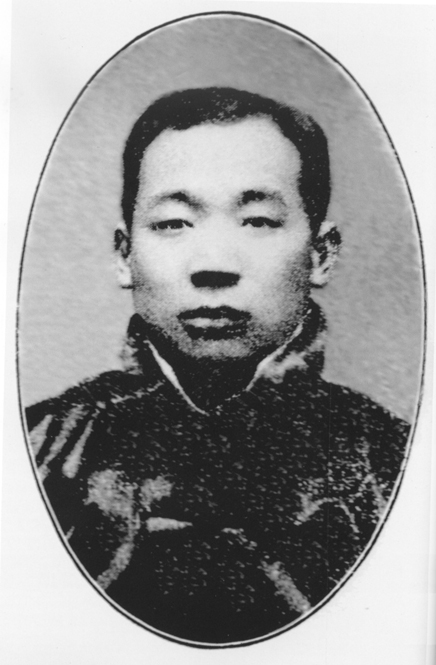
马寅初

1949年9月，毛泽东认为：“中国人口众多是一件极大的好事...…西方资产阶级经济学家如象马尔萨斯之流所谓食物增加赶不上人口增加的一套谬论，不但被马克思主义者早己从理论上驳斥得干干净净，而且已被革命后的苏联和中国解放区的事实所完全驳倒。...…. 在共产党领导下，只要有了人，什么人间奇迹也可以造出来。”中国人民共和国成立初期，中国政府曾鼓励生育，并效仿苏联给予生育多的妇女以“英雄母亲”、“光荣母亲”的称谓，同时颁布各项政策对避孕、节育和人工流产做出限制或直接禁止。
1953年，在人口学家马寅初等人的提议下，中国政府进行了第一次全国人口普查，7月1日最终结果显示中国总人口突破6亿，比1949年增长超过1亿多人口、人口自然增长率超过20‰。1953年8月，时任国务院副总理邓小平指示卫生部改正限制节育的政策，要求尽快颁布《避孕及人工流产办法》。时任北京大学校长的马寅初也带队进行了调查研究，并多次向中共中央和中国政府提出要进行“计划生育”、“控制人口”，获得刘少奇、周恩来等领导人的认可。1954年12月，全国人大常委会委员长刘少奇召集国务院多个单位的负责人举行了节制生育问题的座谈。1955年3月，中共中央在批示中表示“赞成适当地节制生育”。1957年7月，马寅初发表了《新人口论》，提倡控制人口数量。
1958年，毛泽东等人发起了“大跃进”，马寅初的观点随后遭到了毛泽东、康生、陈伯达等人的强烈反对，虽然在此之前毛泽东对计划生育还持有过一些支持立场。1957年“反右运动”起，马寅初逐渐遭到了全国范围的批判，1960年他被迫辞去北大校长职务，并遭到软禁，随后又被免去全国人大常委的职务。1958年4月，毛泽东在《介绍一个合作社》一文中提出了“人多力量大”的观点，他认为：“除了党的领导之外，六亿人口是一个决定的因素。人多议论多，热气高，干劲大。” 他还让人向马寅初放话：“马寅初先生不服输，不投降，可以继续写文章，向我们作战嘛！他是个很好的反面教员嘛！” 而1950年代，中国大陆的总和生育率高达5.9。
大跃进直接造成了三年困难时期，据各方估计有数千万人因此非正常死亡，1960年首次出现了不正常的人口负增长、计划生育被搁置。三年困难时期过后，1962年中国出现了补偿性人口生育高峰（婴儿潮），1962年12月中共中央、国务院随即发出《关于认真提倡计划生育的指示》，提出“在城市和人口稠密的农村提倡节制生育”。尽管如此，在1970年以前，中国的计划生育并未得到切实推广，截止1964年，中国第二次全国人口普查显示中国总人口高达7.23亿，而截止1969年中国总人口超过8亿。

### 1970年-1978年：最多两个
1971年，全国总人口达8.52亿，人口出生率和自然增长率分别高达30.7‰和23.4‰。1970年代初期，毛泽东等人的态度发生转变，中国政府开始切实推行计划生育，在第四个五年计划中提出了“一个不少，两个正好，三个多了”的口号。1971年7月8日，中國国务院转发中華人民共和國卫生部等《关于做好计划生育工作的报告》。1973年7月16日，国务院成立计划生育领导小组，在计划生育宣传教育上提出“晚、稀、少”的口号。1973年，第一次全国计划生育汇报会中提出了“晚、稀、少”的政策，要求晚婚、一对夫妇两次生育间隔3年以上、生育不超过两个孩子。1976年9月，毛泽东逝世，同年中国总人口数量到达9.3亿，生育率从1970年的4.8降至3.2、依然高于世界平均水平。
1978年2月26日，第五届全国人民代表大会第一次会议召开。中共中央主席、国务院总理华国锋在《政府工作报告》中说：“计划生育很重要。有计划地控制人口增长，有利于国民经济的有计划发展，有利于保护母亲和儿童的健康，有利于广大群众的生产、工作和学习。必须继续认真抓好，争取在三年内把我国人口自然增长率降到百分之一以下”。1978年3月5日，新宪法第五十三条规定“国家提倡和推行计划生育”。

### 1979年-1990年：嚴格計生、一胎化

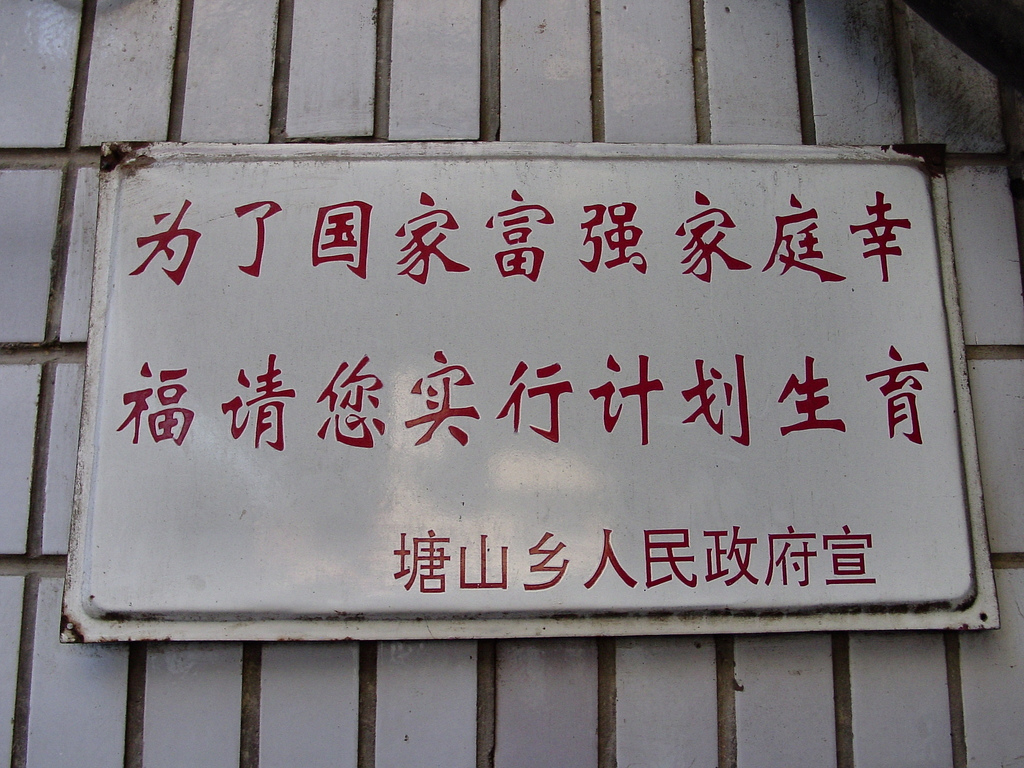
江西省九江市德安县塘山鄉的一个宣传牌

1978年底，邓小平成为中国第二代最高领导人，主导了拨乱反正，马寅初等人获得平反。1979年1月，“全国计划生育办公室主任会议”召开，提倡今后每对夫妇生育子女数最好一个、最多两个、间隔三年以上，并讨论了如何在1980年把中国人口自然增长率降到百分之一以下的具体措施。此后，邓小平、陈云、华国锋、李先念等人均表示支持计划生育政策。其中，1979年6月初，陈云等人率先提出严格的“一孩政策”，他提到：“先念同志对我说，实行‘最好一个，最多两个’。我说再强硬些，明确规定‘只准一个’。准备人家骂断子绝孙。不这样，将来不得了。” 很快，在陈云、陈慕华等人的要求下，计划生育政策又变为要求一对夫妇只生一胎。
中国研究卫星和火箭的顶尖科学家宋健，把工程控制论移植到人口研究，提出了《人口控制论》，用数学模型来预测人口增长。1979 年底，他和他的团队开始向官员们提交报告。他计算出，按照每个妇女生育三个婴儿的固定生育率，到2080年，中国人口将达到42.6 亿。宋健的研究为计划生育奠定了数学理论基础。
1979年下半年起，多地又按照“一胎化”的要求修改计划生育规定。1979年10月，邓小平在会见英国客人时说，“人口问题是一个重要问题。现在，我们正在把计划生育、降低人口增长率作为一个战略任务。我们提倡一对夫妇生一个孩子。凡是保证只生一个孩子的，我们给予物质奖励。” 1979年一年里，全国29个省区市有27个出台了本省的计划生育条例，明确规定用经济的、行政的和法律的手段控制生育；除部分少数民族外，一胎化在全国城乡全面实行，仅云南、青海、宁夏、新疆农村可生育两孩。1979年12月15日-20日，国务院计划生育领导办公室在四川成都召开了各省、市、自治区计划生育办公室主任会议，为确保1980年和1981年的人口自然增长率降到9.5‰和8‰的目标，提出“目前当务之急是尽快把计划生育工作的重点转移到提倡和奖励一对夫妇只生一个孩子的工作上来，逐年提高生一胎的比例，限制多胎生育。”
1980年2月2日，国务院计划生育领导办公室召开的婚姻、家庭、计划生育新风尚座谈会上提出：“只有逐步做到城市95%、农村90%的育龄夫妇只生一个孩子，到本世纪末，我国总人口才能控制在12亿左右。” 1980年，全国总人口达9.87亿，人口出生率和自然增长率分别为18.2‰和11.9‰。1981年3月，国家计划生育委员会成立，副总理陈慕华兼任首任国家计生委主任。
1982年7月，第三次全国人口普查数据显示中国大陆人口总数突破10亿，至1982年底，第五届全国人民代表大会第五次会议将计划生育定为基本国策。1982年5月，钱信忠任国家计划生育委员会主任，他提出了“一胎上环，二胎绝育”的强制上环政策，1983年创下上环、绝育、人工流产手术数量的多项记录。1983年12月钱信忠被免职。
此后，时任中共中央总书记胡耀邦、时任中国国务院总理赵紫阳曾批示把生育政策放宽松一些。1984年起，计划生育政策有所调整。各地陆续实施夫妻双方均为独生子女可以生育两个孩子的政策（双独两孩），仅四省区实施较晚：湖北、甘肃、内蒙古（2002至2003年）、河南（2011年）；多数省份对满足一定条件的农户实行只有一个女孩可以生育第二胎的政策（一孩半）。但胡耀邦、赵紫阳关于普遍实行“二胎化”的批示得不到计生部门的贯彻执行，甚至出现抵制，1985年仅在山西省翼城县进行了“二胎”试点。
1990年，第四次全国人口普查显示中国大陆总人口达11.3亿。

### 1991年-2010年：有效控制在极低生育率

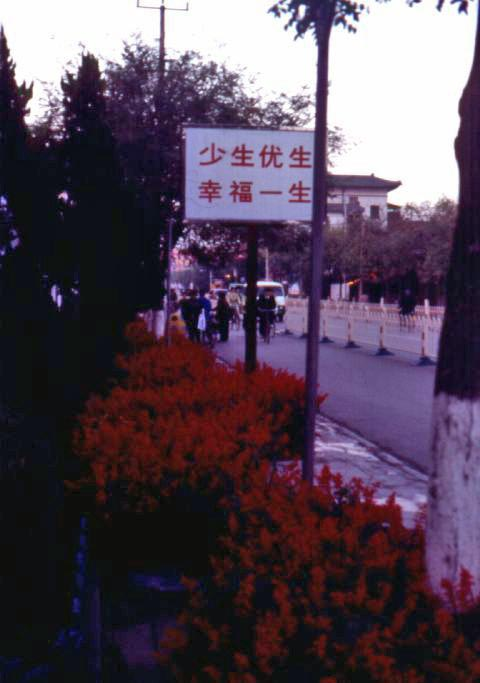
山东省曲阜市的计生宣传标语

1991年5月，中共中央、国务院做出《关于加强计划生育工作、严格控制人口增长的决定》，在江泽民等人的要求下，各地推行“计划生育一票否决制”，即各地官员如若出现未完成上级提出的计划生育指标等问题时，其晋升、评优、评先进等资格将被“一票否决”。此要求使得地方官员开始采取更强硬措施，强迫流产。导致类似山东冠县发生的“百日无孩”惨案。随着计划生育工作加强，中国大陆的总和生育率快速下降。1990年代初，生育率下降到世代更替水平以下。1995年起，中国政府开始提倡“晚婚晚育、少生优生”。
2000年第五次全国人口普查显示，中国大陆人口总数约为12.66亿，生育率仅为1.22、处于世界最低水平。计划生育工作并没有因为生育率极低而放松，相反的反而認為政策執行十分成功。2000年3月和2006年12月，中共中央、国务院两次做出加强人口与计划生育工作、稳定低生育率水平的决定。
2010年第六次全国人口普查显示，中国大陆总人口达13.4亿，总和生育率仅为1.18、处于世界最低水平。

### 2011年-2016年：試辦单独二孩
2011年11月，河南成为最后一个实施双独两孩政策的省份，但生育率没有提高，使得計生委開始調查該現象並考慮有條件放寬生育。
2013年11月，中央决定坚持计划生育的基本国策，启动实施一方是独生子女的夫妇可生育两个孩子的政策（单独两孩），逐步调整完善生育政策，促进人口长期均衡发展。2014年，各地陆续实施单独两孩政策，但多年的计划生育教育使政策遇冷，当年申请数仅106.9万，大大低于官方预期200萬對以上，加上計生委自開始打貪後，屢傳官員因貪腐落馬新聞，此事使得計劃生育受到人民廣泛質疑。
2014年7月8日公开发布《国务院办公厅关于同意国家人口和计划生育委员会兼职委员制度调整为国家卫生和计划生育委员会计划生育兼职委员制度的函》国办函〔2014〕66号，批复了国家卫生计生委《关于继续保留兼职委员会议制度并调整兼职委员单位组成职责及兼职委员的请示》（国卫办报〔2014〕100号）。国家卫生和计划生育委员会计划生育兼职委员会议在国务院领导下，负责研究提出计划生育工作的重大政策措施，为国务院决策提供意见建议；督促检查相关计划生育政策落实情况和任务完成情况，协调解决政策落实中的难点问题。兼职委员会议原则上每年召开一次，由国务院分管计划生育工作的领导同志召集，也可委托卫生计生委主要负责人或联系计划生育工作的国务院副秘书长召集。会议议题由卫生计生委提出，报召集人确定。会议议定事项以会议纪要形式明确，由召集人签发。卫生计生委承担联系兼职委员单位的具体工作，各兼职委员单位指定一名司局级干部担任联络员。国家卫生和计划生育委员会计划生育兼职委员单位是：外交部、发展改革委、教育部、科技部、工业和信息化部、公安部、民政部、财政部、人力资源社会保障部、国土资源部、环境保护部、住房城乡建设部、农业部、商务部、新闻出版广电总局、食品药品监管总局、统计局、扶贫办、全国妇联。
2015年，全国21所高校及科研机构的39位人口学者联名提交建议书，呼吁全面放开二孩生育、取消对公民的生育限制；50位法律学者联名提交建议书，呼吁尽快废除生育审批制度，取消社会抚养费制度，实现公民自主生育。在中國網路、電視傳媒上對人口老化數據的評判分析也逐漸增加，顯示一胎化的政策開始動搖。

### 2016年-2021年：改為全面二孩
2015年10月29日，中共十八届五中全會通过公报，要求全面实施一对夫妇可生育两个孩子政策。一胎化在中國大陸正式廢除。但实际上，二孩政策的正式落地，除了要通过中共中央的決定，还要通过國務院制定調整意見，全國人大常委會批准、各地實施方案報批、并由各一级行政区人大常委会修訂計生條例这三个步骤。截至2015年秋，中国大陆有17個一级行政区仍实行一胎制。媒體預估，在2016年第一季度，中国大陆的多数一级行政区都能够具体实施全面二孩政策。
考量到各省區域全面二胎推行的行政程序問題，而生育率已經很低迷，2015年12月2日，国务院总理李克强主持召开国务院常务会议，在会上通过《中华人民共和国人口与计划生育法修正案（草案）》，草案明确要加速在全国统一实施全面两孩政策，并对奖励保障等配套制度作了调整完善。该草案于同年12月21日在第十二届全国人大常委会第十八次会议审议，完全刪除一胎化福利，提倡二胎補助。12月27日，该草案经全国人大常委会表决通过，改為元旦後出生的孩童直接就地合法二胎，2016年1月1日正式生效，另外的改動是乾脆取消了生育前的審批程序，生育兩個孩子以內的，只要出生後報上戶口即可，不过各个地方生育政策不同，部分省市需要提交登记。
2017年，新疆表决通过修订后的《自治区人口与计划生育条例》，废止除了汉族以外其它民族可多生一胎的规定，实行各民族家庭生育人口数量一律平等，城镇家庭可生两个，农村可生三个。但在特殊情況下可再多生一個，如城镇少数民族夫妻婚后不育而收养两个子女后怀孕。
2018年3月，全國兩會通過國務院機構改革，将国家卫生和计划生育委员会改為「國家衛生健康委員會」，去除「計劃生育委員會」引發討論，「計劃生育」是否將隨之走入歷史。
2018年5月，美国彭博社援引中国政府内部人士消息指，国务院最快将于年内取消计划生育政策，以减缓人口老龄化趋势。消息若得到确认，这即將意味著執行了四十年的強制計劃生育劃上句號。但取消计划生育可能不會帶來嬰兒潮。
2018年7月12日，根據中國媒體報導，國家衛生健康委員會正在研究對家庭提供財務獎勵，以鼓勵多生子女。2018年8月13日，江苏省委机关报《新华日报》刊发了刘志彪、张晔的文章，题为《提高生育率：新时代中国人口发展的新任务》，內容主要是呼籲開放生育、鼓勵生育。
2018年9月11日，國家衛健委宣布撤銷與计划生育有關的三個機構，分別是计划生育基層指導司、计划生育家庭發展司、流動人口计划生育服務管理司，並新增老齡健康司、職業健康司、人口监测与家庭发展司，其中，生育政策由人口监测与家庭发展司負責。
中國人口問題學者何亞福認為，2018年上半年新生兒出生數據雖未公布，但肯定會比去年上半年還少，估計明年有9成機率推進全面放開生育政策。何亞福分析，目前在限制三孩的同時鼓勵二孩的政策不可能有效提升生育率，理想的人口政策應該是在自主生育的前提下鼓勵生育。而中國政法大學教授、中國養老金融50人論壇核心成員胡繼曄則建議設立基金制度鼓勵生育，並未來對不生育的家庭徵收「社會撫養稅」，網民紛紛批評他，稱人不是生育工具，決定生育的權利在民眾手上，不生育要交稅是變相罰款，質疑是否要走向強制生育。

### 2021年后：放鬆三孩與促生補助
2021年2月18日，據中华人民共和国国家卫生健康委员会透露，黑龙江省边境地区的居民可生育三个孩子。
2021年5月11日，中华人民共和国第七次全国人口普查结果公布，结果显示2020年中国大陸出生人数仅为1200万人，创下自1960年以来的最低出生人口，人口老龄化进一步加剧。
2021年5月31日，中共中央政治局召开会议，决定实施三孩生育政策及啟動配套支持措施。2021年7月28日，四川攀枝花決定發放每月500元育兒津貼，是中國首個發育兒津貼的城市。
2021年8月20日，十三届全国人大常委会第三十次会议审议通过了人口与计划生育法修正草案，将现行人口计生法第十八条规定的“国家提倡一对夫妻生育两个子女”修改为“国家提倡适龄婚育、优生优育。一对夫妻可以生育三个子女。”此後中國多地对二孩、三孩家庭发放生育补贴。
2021年9月26日，中國国务院决定废止《计划生育技术服务管理条例》、《社会抚养费征收管理办法》、《流动人口计划生育工作条例》3部行政法规。
该政策公布后，中国大陆社会对该政策普遍持负面看法。中国人民大学国家发展与战略研究院教授刘瑞明认为有三孩需求的家庭较少，即便在相对落后的地区也是如此，所以放开三孩不会有实质改善，与全面放开生育没有实质区别，所以应该全面放开。
新華社在新浪微博的官方账号上针對三孩意願做讀者調查，在題為「三孩生育政策來了你準備好了嗎？」的投票中，絕大多數人都選擇「完全不考慮」，而選擇「準備好了迫不及待」、「已提上日程」、「猶豫中很多問題待考慮的」寥寥無幾。在網絡上遭遇吐槽和無厘頭的解構，「民不聊生」成語的含義也被解構為：現代人因生活壓力過大，沒有生孩子的意願，連聊一聊都不願意。随后，该投票遭到删除。
根据《纽约时报》的报道，该政策公布后，在中国大陆社交平台新浪微博上，出现压倒性的批评的声音，大部分网友都认为这一举措效果不大，并且认为该措施反映出中国大陆内部正在恶化的中国老龄化问题，可能會加劇勞動力短缺，並在不久的將來給經濟帶來壓力感到擔憂。
另据路透社和英国广播公司的报道，中国政府即使放宽计划生育政策，也将面临许多人“根本一个都不想生”的问题。

### 2022年后：建設生育友好型社會
2022年5月起，广东生育子女无须再审批。2022年7月28日，国务院办公厅建立国务院优化生育政策工作部际联席会议制度，统筹协调全国优化生育政策工作。联席会议由国家卫生健康委等26个部门和单位组成。同时撤销国家卫生和计划生育委员会计划生育兼职委员制度，名義上的三孩也不再有存在監管限制，等於實質上全面放开了生育。
2022年8月16日，国家卫生健康委等17部门印发《关于进一步完善和落实积极生育支持措施的指导意见》。
2023年年初，山西泽州县卫体局規定2023年1月30日之后出生的二（三）孩參加中考可以加分。截至2023年1月，中國多地生育登记取消结婚限制。如1月28日，四川省卫健委对2019年出台的《四川省生育登记服务办法》进行修订，从2月15日起取消办理生育登记时生育数量的限制。
2023年2月22日，杭州方面決定向二孩家庭一次性发放补助5000元，向三孩家庭一次性发放补助20000元。3月20日起，《杭州市交通运输局等6部门关于发布惠民生优化小客车其他指标若干政策措施（试行）的通告》正式实施，杭州多的孩家庭可直接申领小客车指标。4月11日，沈阳市卫生健康委员会、沈阳市财政局印发《沈阳市发放三孩育儿补贴 实施方案（试行）》的通知，方案提出对夫妻双方共同生育三个子女的本地户籍家庭，三孩每月发放500元育儿补贴，直至孩子3周岁止。
2024年10月28日，國辦《關於加快完善生育支持政策體系推動建設生育友好型社會的若干措施》對外發布，共四個方面13條具體措施，改進了2021年以來，國家和地市以及區縣在出臺相關生育支持政策措施的過程中，面臨的一些困難和問題，要求推動針對性更強，提出了更多具有可操作性的政策措施，使生育補貼成為國策，並且要改為全國促進生育，並積極查辦婚育情況。不過有年輕女性反應，接到數次街道社區工作人員詢問月經時間 、是否懷孕或有無備孕打算等問題。同時對網路上的反生育聲浪潮積極駁斥，以及發起優婚優育的文化主旋律等手段，也受到爭議。網上評論表示，計生與促生的政治化，中國政府的高效率是一體兩面，使得常常用力過度，反過來造成民眾怨氣，對此，財新採訪衛健、計生系統幹部稱，訪談只是新的人口動態監測和生育服務實行措施，在鼓勵生育方面，基層不會再利用指標壓力式推動，請公眾放心。人民網亦發布社論，黨的十八大以來，針對國家發展出現的新變化新特點，黨中央科學研判，必需及時優化生育政策了。當前中國新的政府工作型態正在積極改進，更要用心回應社會各界的所有關切，惟有體現民生情懷的深度、廣度與溫度，在經濟支持、服務供給、教育資源、就業支持上不斷強化優化法規紅利，秉持以人為本的價值理念，對問題作出進一步施政部署，才能更好以人口高質量發展支撐中國的現代化。

## 主管部门
1983年，国家计划生育委员会成立，2003年改称国家人口和计划生育委员会，负责宣传计划生育相关的法律法规，并监督和检查该政策的实施情况。2013年卫生部和国家人口计生委合并组成国家卫生和计划生育委员会。各级地方政府也都设有卫生和计划生育委员会。
2018年撤裁改制为中华人民共和国国家卫生健康委员会。

## 政策概况

### 生育政策
2008年，国家人口和计划生育委员会主任张维庆表示，计划生育政策在未来十年内都不会有太大的改变。
2015年以前的计划生育提倡一对夫妻生育一个子女，因此又称为“独生子女政策”、“一胎化政策”或“一孩政策”。允许生育第二个孩子的常见情况有：
- 第一胎为无法成长为劳动力的非遗传性残疾儿；
- 再婚夫妇合计只有一个子女；
- 夫妻一方为独生子女（单独两孩）；
- 农村夫妇只有一个女儿（一孩半，适用于19省份，直辖市和江苏、四川除外）[140]；
- 海南、宁夏、新疆农村夫妇；
- 云南（城市郊区、人口稠密或者生态恶化地区从严）、青海农村夫妇；
- 自治区和省的某些少数民族夫妇。

具体生育政策由省级人大常委会制定，各省之间有一定差别。新疆的少数民族农牧民、青海少数民族牧民可生育三个子女，西藏农牧区提倡最多生育三个子女（不执行强制的计划生育政策）。
根据国家人口计生委2007年估计，中国大陸人口中，适用一孩政策的占35.9%，适用一孩半政策的占52.9%，适用两孩政策的占9.6%，适用多孩政策的占1.6%。。政策生育率约为1.5，也就是说根据政策一对夫妇平均可生育1.5个孩子。
生育第二胎通常需要受到生育间隔期（通常为3或4年）的限制，但近年来一些省份已放宽或取消生育间隔的规定。2016年1月1日起，直接放行一對夫妻可生兩個孩子。2021年5月31日起實施三孩生育政策。
香港和澳门两个特别行政区并不实行计划生育政策，但中央人民政府对大陆居民在香港生育有着相关规定。在外国出生的子女若未成为中国大陸公民则不属于计划生育政策的计算范围，许多居民选择赴美生子等生育旅行。

### 节育措施

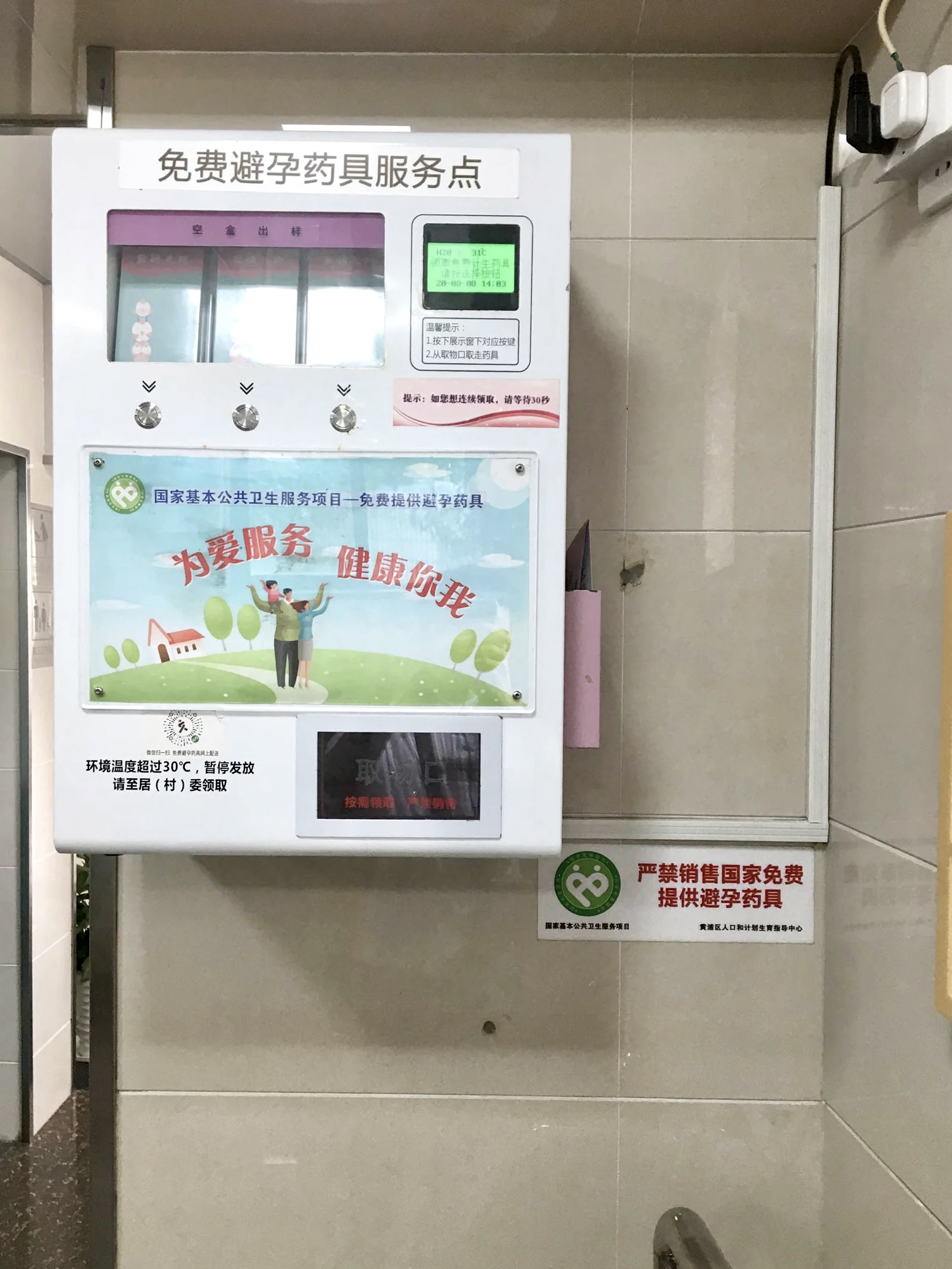
位于上海市黄浦区一个公共厕所内的避孕药具领取机。

根据2012年统计，计划生育采取的各种避孕措施比例如下：宫内节育器（上环）54%，女性绝育29%，避孕套10%，男性绝育5%，口服及注射避孕药1%，其他1%。截至2012年，宫内节育器使用人数达1亿3,185万，女性绝育人数达7,089万，男性绝育人数达1,131万。据不完全统计，中国大陸每年人工流产至少1,300万例，位居世界第一。2012年实施的计划生育手术造成子宫穿孔700多例，感染3,100多例。
随着中共十八届五中全会决定开放二胎，第十二届全国人大常委会第十八次会议在2015年12月28日通过的新计划生育法修正案中，删除了进行强制节育的内容，允许夫妻适当自行进行节育措施。

### 社会抚养费

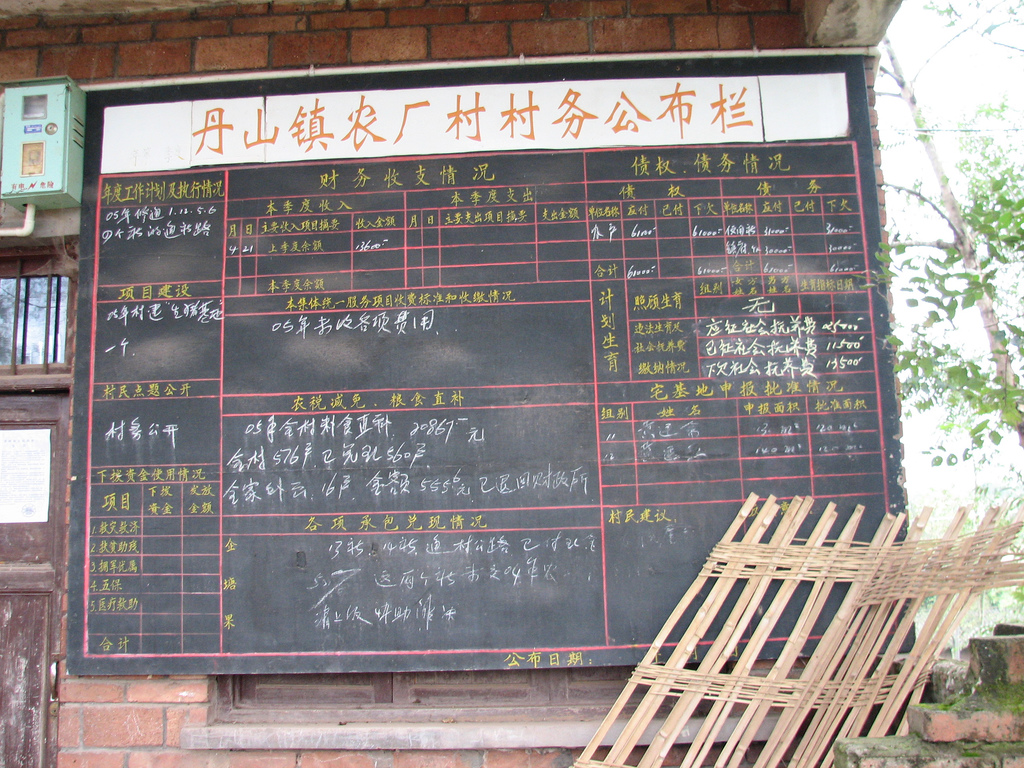
2005年9月，四川省资阳市雁江区丹山镇农厂村的村务公布栏上提到，2005年应征收的社会抚养费为2.5万元人民币。其中有1.15万元已经征收，尚有1.35万元未征收。

2002年以前，超生的居民会被处以数额不等的罚款。2002年9月1日实施《中华人民共和国人口与计划生育法》后，违规生育子女的居民被要求依法缴纳“社会抚养费”，其中社会抚养费的征收标准按各省（自治区、直辖市）规定，主要参考的是当地人均收入，当事人的实际收入以及超生情节 。例如，在湖南省，违法多生一名子女的居民，将被征收的社会抚养费为双方上年度总收入的六到十倍；而重婚、婚外生育或生育更多子女的，受征收的倍数还会更高。
凤凰网报道，2011年中国大陸计生系统总共收缴“超生罚款”逾200亿人民币，由于财务不公开透明，公众并不知晓这些资金用于何处。‘长期研究计划生育的学者何亚福对媒体称，从1980年到现在，若平均每个超生人口实际被征收的超生罚款为一万元，可以计算得出：1.5亿至2亿超生人口的超生罚款总额是1.5万亿至2万亿元。’2011年，香港《南华早报》及内地财新传媒曝光邵阳政府没收婴儿事件，邵阳市隆回县、洞口县计生办伪造文书，使婴儿身份变成“弃儿”，并转卖牟利。2012年，浙江省宁波市发生双独夫妻生二胎未事先审批被强征7万元抚养费事件，引起人们对计生委乱罚款的争议。2020年，广东一夫妻因生下第三个孩子，被广州市番禺区卫健局合计对夫妻二人征收社会抚养费近32万元。其微信零钱于2020年5月7日被冻结。
2021年7月，《中共中央 国务院关于优化生育政策促进人口长期均衡发展的决定》对外发布，决定中取消社会抚养费、清理和废止相关处罚规定，将入户、入学、入职等与个人生育情况全面脱钩。
2021年8月20日，十三届全国人大常委会第三十次会议审议通过了人口与计划生育法修正草案，正式取消了社会抚养费。
2021年9月9日，国务院总理李克强签署第747号国务院令，废除了包括《社会抚养费征收管理办法》在内的3部行政法规。

### 相关惩罚補貼

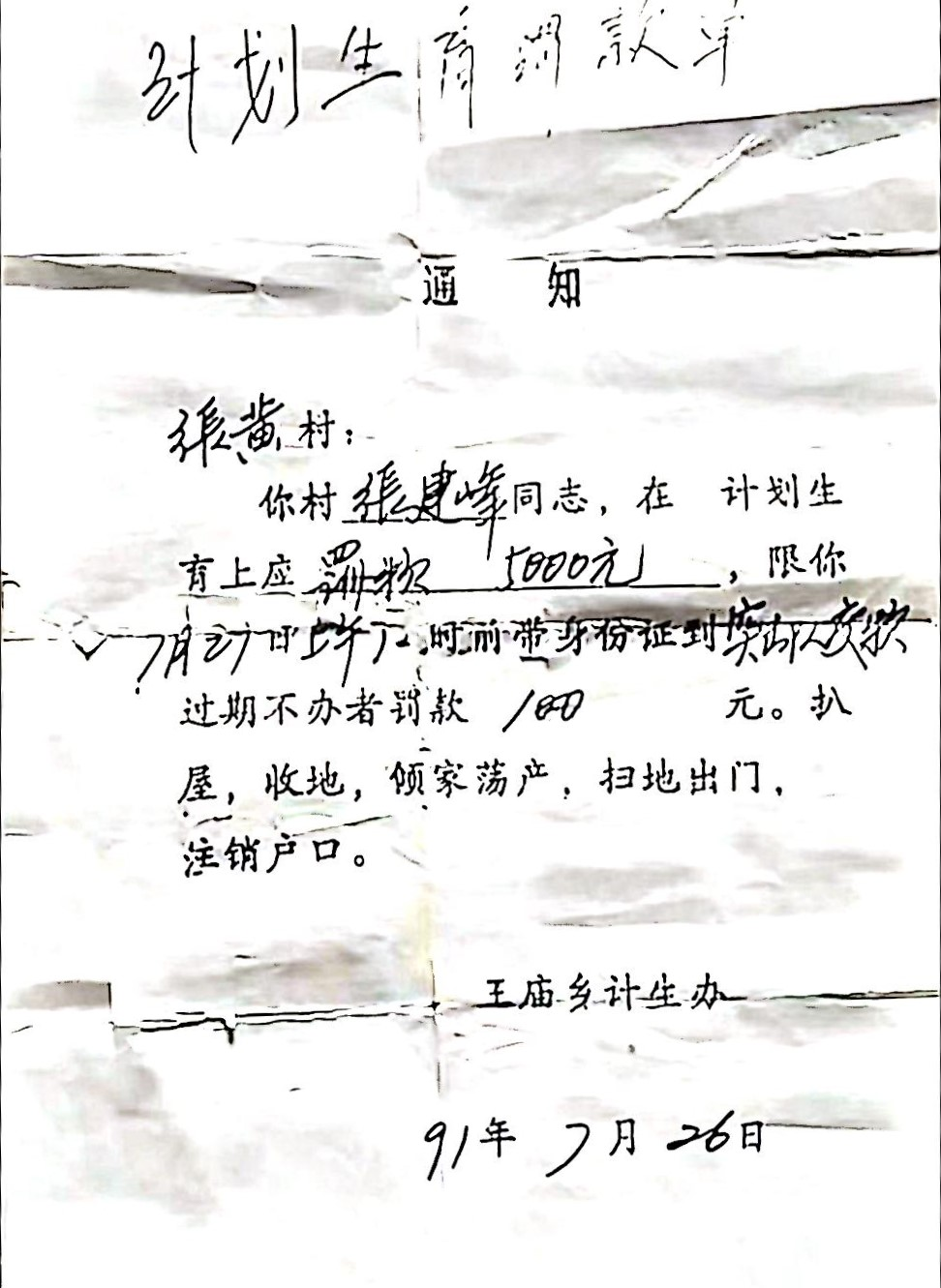
王庙乡（现王庙镇）计生办开具的罚款单

根据《人口与计划生育法》，缴纳社会抚养费人员应由其所在单位给予行政或纪律处分。超生的员工可能被开除或受到行政处分。
很多地方把计划生育和户口、教育等事项挂钩，令超生子女沦为黑户，无法接受教育。这些政策在社会上引起了广泛的争议。
此外，人口计生委在解释“两免一补”政策 时表示说，超生子女也应享受这一政策，但实行计划生育的家庭则可得到更多的优惠政策。
20世纪90年代，廣西全州將超生的子女中选择一个抱走进行「社会调剂」，並且超生孩子去向没留存任何记录。相关政策直至30多年后一对夫妇怀疑自己孩子被拐卖，经信访部门要求立案调查才被大众熟知。
21世纪初，湖南邵阳计生官员以未交“社会抚养费”为由从父母手中抢走婴儿。这些“超生”的婴儿会被送到福利院，而后被宣告为“弃婴”。据报道，福利院一般会以两三千元人民币“买入”这些“进入社会收养程序”、或甚是经人口贩卖而来的的婴幼儿，再以每名3000美元的价格有偿“送养”至境外。
2021年7月28日，四川省攀枝花市決定按新的促生政策，生育二胎、三胎的攀枝花市戶籍孩子，可以得到每月500元生育津貼，一直發放到3歲，是中國大陸首個發育兒津貼的城市。
2021年12月23日，中共吉林省委、吉林省人民政府印发《关于优化生育政策促进人口长期均衡发展实施方案》，其中指出支持银行机构为夫妻最高提供20万元婚育消费贷款，按生育一孩、二孩、三孩，分别给予不同程度降息优惠。按政策生育二孩、三孩夫妻创办小微企业，对月销售额15万元以下的增值税小规模纳税人，免征增值税。

## 法律问题

### 国际法
国际公约和决议明确规定，计划生育必须以自愿为前提。1968年联合国国际人权会议通过的《德黑蘭宣言》提出，“父母享有自由負責决定子女人數及其出生時距之基本人權”。1969年联合国大会通过的《社會進步及發展宣言》重申，“父母有自由並負責決定其子女人數及生育間距之專有權利”。中国1980年批准的《消除对妇女一切形式歧视公约》规定，男女“有相同的权利自由负责地决定子女人数和生育间隔”。联合国《国际人口与发展会议行动纲领》指出，计划生育“不应采用任何形式的强迫形式。……不应以指标或配额方式强迫推行计划生育。”

### 国内法
中华人民共和国宪法、法律、法规对计划生育都有规定，但与上述国际条约和决议多有不和之处。参与制定《人口与计划生育法》的法学专家湛中乐教授2010年与多位学者联名发起《尽快启动〈人口与计划生育法〉全面修改的公民建议书》，建议全面修改《人口与计划生育法》，明确生育权是基本人权，取消生育权限制，废止生育审批制度，取消社会抚养费制度。2015年3月，包括江平在内的50位法律学者联名提交建议书，呼吁尽快废除生育审批制度，取消社会抚养费制度，实现公民自主生育。

#### 宪法
1978年宪法第五十三条规定“国家提倡和推行计划生育”。
现行1982年《中华人民共和国宪法》对计划生育有多项规定：
1. 第25条规定“国家推行计划生育，使人口的增长同经济和社会发展计划相适应”
2. 第49条规定“夫妻双方有实行计划生育的义务”
3. 第89条规定“国务院领导和管理全国计划生育工作”
4. 第107条规定“县级以上地方各级人民政府管理本行政区域的计划生育行政工作”

2004年3月14日宪法修正案在宪法第三十三条中增加“国家尊重和保障人权”的规定。

#### 法律
2001年12月29日全国人大常委会通过《中华人民共和国人口与计划生育法》，2002年9月1日施行。
《人口与计划生育法》第二条规定“实行计划生育是国家的基本国策”，第十七条规定“公民有生育的权利，也有依法实行计划生育的义务”。第十八条规定“提倡一对夫妻生育一个子女；符合法律、法规规定条件的，可以要求安排生育第二个子女。具体办法由省、自治区、直辖市人民代表大会或者其常务委员会规定。”第四十一条规定“不符合本法第十八条规定生育子女的公民，应当依法缴纳社会抚养费。”第四十二条规定“按照本法第四十一条规定缴纳社会抚养费的人员，是国家工作人员的，还应当依法给予行政处分；其他人员还应当由其所在单位或者组织给予纪律处分。”
《人口与计划生育法释义》指出“国家推行计划生育，对公民来说不是强制性义务，是倡导性义务”。
参与制定《人口与计划生育法》的湛中乐教授认为，中国没有任何现行法律规定每对夫妇只能生一个孩子。他指出，一胎政策变成强制性政策，缺乏严格的法律依据。

#### 法规、规章
国务院制定的计划生育类行政法规有三部（现已全部废止）：
- 《社会抚养费征收管理办法》，2002年8月2日公布，2002年9月1日起施行，2021年9月9日废止。第三条规定“社会抚养费的征收标准，分别以当地城镇居民年人均可支配收入和农村居民年人均纯收入为计征的参考基本标准，结合当事人的实际收入水平和不符合法律、法规规定生育子女的情节，确定征收数额。社会抚养费的具体征收标准由省、自治区、直辖市规定。”
- 《计划生育技术服务管理条例》，2001年6月13日公布，2001年10月1日起施行，2004年12月10日修改，2021年9月9日废止。
- 《流动人口计划生育工作条例》，2009年5月11日公布，2009年10月1日起施行，2021年9月9日废止。1991年12月26日发布的《流动人口计划生育管理办法》和1998年9月22日发布、1999年1月1日起施行的《流动人口计划生育工作管理办法》已废止。

国家计划生育主管部门还制定了多项计划生育类部门规章。
除西藏自治区外，各省级行政区都有人口与计划生育条例（地方性法规）。计划生育类省级地方政府规章一般有：社会抚养费征收管理办法、流动人口计划生育管理规定、生育服务证管理办法。一些自治州有执行省级人口与计划生育条例的变通规定。

## 政策影响
计划生育对中国的人口结构、人口总量、生育文化、国民经济、社会保障、国家安全都产生了很大影响。它使中国的生育率降到极低水平，老龄化日趋严重，出生婴儿男女性别比畸高。未来中国人口总量将急剧减少，经济增长受到限制，国家安全受到威胁。

### 人口总量
中国人民大学社会与人口学院院长翟振武认为，计划生育使中国人口减少了4亿。根据中国计生委相关机构研究，截至2000年，共少生2.5亿孩子。清华－布鲁金斯公共政策研究中心主任王丰和美国北卡罗莱纳大学的助理教授蔡泳认为，在1979年到2009年期间，中国的计划生育政策避免了2亿人口的出生。
若继续维持现行生育政策，联合国在其2004年发布的《世界人口展望》报告中提出基于2000年为起算时间，以总和生育率水平为1.46计算，认为2300年中国人口将降至7500万。

### 人口结构

#### 年龄结构
一胎化政策造成中國「四二一」扭曲型家庭結構（意即四名祖父母與二名父母皆由一名獨生子女扶養），讓年輕夫婦背負沉重的扶養負擔，也讓社會高齡化問題日益嚴重。
聯合國估计，到2050年中国人口中三分之一年龄将超过60岁，只有48%的人处于工作年龄。
政協人口資源環境委員會副主任鄭斯林聲稱：中国人口老龄化和实行计划生育有关系，但这只是中国老龄化的原因之一，而不是全部；若不實行計劃生育，中國將會面臨更急迫的人口問題。

#### 男女比例

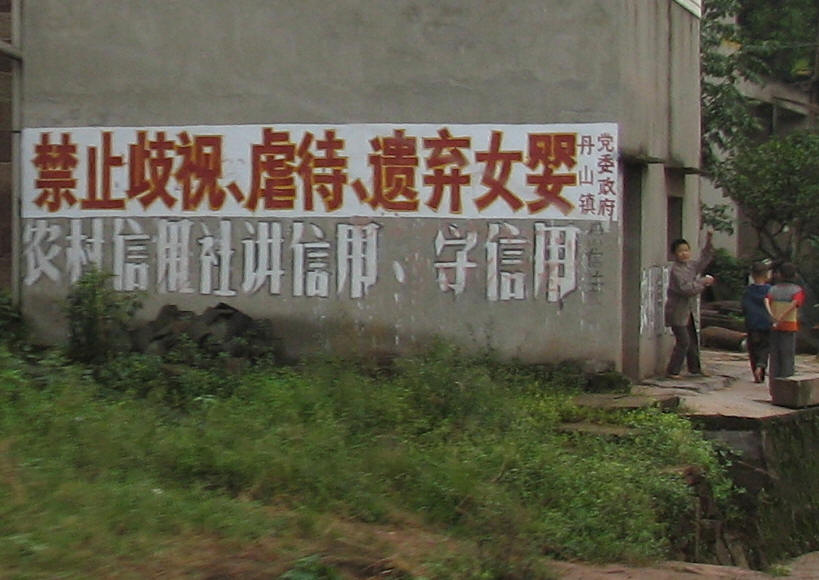
宣传标语

由於傳統重男輕女觀念和客观条件的限制，一胎化政策造成男嬰比例的迅速增加，尤其是农村地区。依现行政策规定，农村人如果第一胎是男孩则不允许第二胎，如果第一胎是女孩，则允许第二胎。此政策本身不至於造成嚴重性別失衡，但是会有更多的农村家庭因此會違法选择胎儿性别的终止妊娠。所以在传统重男轻女的观念和社会保障不够要养儿防老的现实下，胎儿性别选择雖然違法，但非常常見——普遍是在农村等地——未來將會出現許多找不到妻子的男性。有學者及女性主義者指出，女性過少對女性造成的傷害很明顯，如女性面臨更嚴重的人口販賣問題，性別選擇對母親的身心傷害；但異常的性別比對男性的傷害也很嚴重，這會讓男性心理痛苦、沒有娶妻帶來的成就感、責任感及安定感，大幅提高男性犯罪率、增加戰爭可能。目前中国的男性比女性要多3700万人，而2005年出生的人口男女性别比已经达到118.9:100，男性比女性多20%。这种性别的严重不均衡可能会在未来的二三十年之内导致严重的社会问题，大量「剩男」將找不到妻子。據中共官媒統計，這些「剩男」大約有2400萬至3300萬之間。而現代化社會讓女性有能力拒絕婚姻，更使此問題雪上加霜。
在一项关于中国的研究中，研究员发现女婴的出生情况存在少报或迟报的问题。

#### 民族构成
由于汉族计划生育政策比少数民族更加严格，少数民族人口在总人口中的比例持续上升，从1964年人口普查的5.8%上升至2010年人口普查的8.5%。但亦有人指出，这是由于民族识别工作完善造成的，与计划生育无关。1979年认定了云南基诺山的基诺族，自1982年以来，中国民族成分恢复的人数在1200万人以上。年轻人中少数民族比例较高，2010年普查显示14岁以下儿童中少数民族比例已经达到11.3%。未来少数民族人口比例将持续上升，伴隨而來的通婚情況也越發明顯。
| 年龄段   | 少数民族人口比例 |
| -------- | ---------------- |
| 0-14岁   | 11.3%            |
| 15-29岁  | 8.9%             |
| 30-44岁  | 8.2%             |
| 45-59岁  | 6.8%             |
| 60岁以上 | 6.6%             |

在一些少数民族聚居区，汉族比例面临大幅下降。例如2011年汉族人口占新疆总人口的38%，但汉族新生儿只占新疆新生儿总数的17%。
少数民族人口比例增长的另一个原因是少数民族在就学等方面有优惠政策，少数民族和汉族通婚的后代，无论其少数民族血统的多寡，都登记成少数民族。但新疆的维吾尔族、哈萨克族与汉族通婚率不到1%，因此计划生育政策对民族构成的影响远远大于通婚。
反映第七次全国人口普查数据的《中国人口普查年鉴2020》中，主要聚居在新疆的少数民族0-4岁和5-9岁人口在全国范围内数据有巨大差异（见表2-2 全国各民族分性别、年龄的人口）：
|       | 维吾尔族 | 哈萨克族 | 柯尔克孜族 |
| ----- | -------- | -------- | ---------- |
| 0-4岁 | 627281   | 99338    | 12773      |
| 5-9岁 | 1749178  | 152390   | 22857      |

人口学家易富贤在智库专栏Project Syndicate上发文称，该出生率急剧下降的现象“唯一可比的先例是1990年代初期的山东省”，“到 2000年，山东泰安市5-9岁的人口仅为10-14岁人群的28%”。易富贤认为这是对少数民族计划生育、少数民族文化遭受强制转变、新疆城市化、农村少数民族女性入学率提高的综合结果。

### 经济影响
有评论指目前中國適婚男性多於適婚女性的現象讓這些男性的家庭必須多存錢，這樣才能娶到老婆，中國儲蓄率過高的問題打擊中國及全球經濟。但指储蓄是为了娶老婆毫无根据，因当前中国人储蓄的目的主要是为了“医疗、教育、住房”三座大山。但在绝大多数中国人传统观念中，无论是女方还是男方，住房是娶老婆的必要条件。
有观点认为中国的农业社会中相信“人多力量大”，而且缺乏社会保障，少生将使得家庭经济能力降低。部分农村仍有男丁分田分红等的特权，故农村人都希望多生男儿。有观点认为“四二一”结构令一名独生子女能继承更多财产，又避免了子女争产的现象。另外社会有一说法：“越穷越生，越生越穷”，所以政府鼓励“少生优生”。

### 国防影响
长期计划生育政策可能造成征兵工作的困难，还使独生子成为兵员主体，其作战能力受到广泛质疑。各民族计划生育政策不同，导致边疆地区人口的民族构成改变，最终可能造成国家分裂。

### 公民权利
中國的計划生育政策被越來越多的國內外民眾及專家學者質疑，被指違背公民生育權，用工具實用主義觀點看待人口問題，後果嚴重。许多人认为“计划生育”和“家庭计划”（Family planning）的最大区别在于“计划生育”是宪法规定的公民义务，除中国计划生育外的家庭计划则是通常可得到政府补助、服务和相关咨询，由民众自愿进行。部分反对者认为，社会中的生育问题应该由家庭自愿决定，政府无权干预。许多国外人权组织一直批评计划生育政策侵犯人权。不少地方产后妇女需强制上环，也倍受争议。
支持者认为计划生育是既定法律并实行已久，某些人执意要违法就必须承担后果。既然城镇能成功落实，就不存在农村、流动人员可以放宽的理由。
中国的计划生育的关键是缺乏有效监督。计生部门弹性执法违法执法已成常态，中央各省地市都有自己的一套规章制度。这些制度并没有被计生部门用来遵守而是被在方便的时候引用。
有些家庭会为了生儿子，在第一胎为女儿时，而选择离婚，另行娶妻，这样会多一次机会再生育多一个，而离婚后的女人就变成单亲家庭了。甚至有的家庭对未出生女婴进行非法堕胎，或将婴儿遗弃，甚至杀害。

#### 强制堕胎
虽然《中华人民共和国人口与计划生育法》并未规定对于违反计划生育义务的人可以进行强制终止妊娠，即强制堕胎。但在地方执行时，强制堕胎的事件时有发生。一些大月份孕妇因无准生证等原因被迫堕胎，甚至出现在怀孕九个月时强制堕胎的事件。因强制堕胎导致母子双亡的情况也有发生。
| 事件               | 时间                  | 地点                 |
| ------------------ | --------------------- | -------------------- |
| 百日无孩           | 1991年5月1日至8月10日 | 中国山东省冠县、莘县 |
| 金亚妮案           | 2001年2月或3月        | 河北省昌黎县         |
| 冯建梅强制引产事件 | 2012年6月2日          | 陕西省镇坪县         |

#### 儿童权利
由于父母坚持自主生育权或是因各种原因（非婚生子、收养），有些儿童自出生起就无法获得户籍登记。“黑户”的身份，使他们遭受歧视和不公平待遇。如果无法获得户籍登记，在现行制度下，这种受歧视和不公平待遇，将伴随他们终生，甚至有可能“遗传”给他们的子女。一些人非婚生子后，因避免受罚，而遗弃婴儿，也导致出现孤儿的情况。

### 城乡户籍的不平等
城市人口比例：因为城镇居民大多只能生育一胎，而农民大多可以生育两胎，造成城镇居民人口的萎缩，此举被认为和中国现在的城市化进程相矛盾。但是随着大量农民在事实上（即使未获得城市户口）移居城镇，事实上居住在城镇的人口比例在增加。而城镇居民只有一个子女，有些很渴望多生一个，而农民工则普遍生两个甚至超生，都引起城镇居民的不满，认为只是在限制城市人发展。
就学：然而城镇居民严格遵守计划生育，只有一个子女，往往得到更好的教育条件。外来农民工多数生二胎甚至超生，而且外地户口只能在城市入读民办私立学校，收费偏贵。公立学校也允许以赞助费的名义招收外地学生，使教学资源严重供不应求。
就业：目前城市就业形势十分严峻，当独生子女与农民工二代处于同一阶段互相竞争，同时形成互相仇视的心理。

### 獨生子女
“80後”逐渐成为第一代獨生子女。因为只有一个后代，父母（祖父母）对孩子一般都过分骄纵，导致大多数的独生子女丧生社会生存能力，普遍以自我为中心，缺乏承受挫折的能力。或有的家长认为“学业为重”，而只顾读书，而忽视子女德育的发展。但有观点认为，中国新一代的独生子女所具有的独立的性格特征，无拘无束追求自由的生活态度，将有力地推动中国社会的转型，推动中国社会的民主法制进程。这些都引起了一些社会问题和相关讨论。
2007年3月15日，第十屆政協會議上，以葉廷芳為首的29名政協委員聯名提案，要求儘快停止執行一胎化，恢復「一個不少，兩個正好」政策。葉廷芳說：「獨生子女缺乏兄弟姊妹，其自然成長的天性受到壓抑，必然導致人性的變異。」

### 失独问题

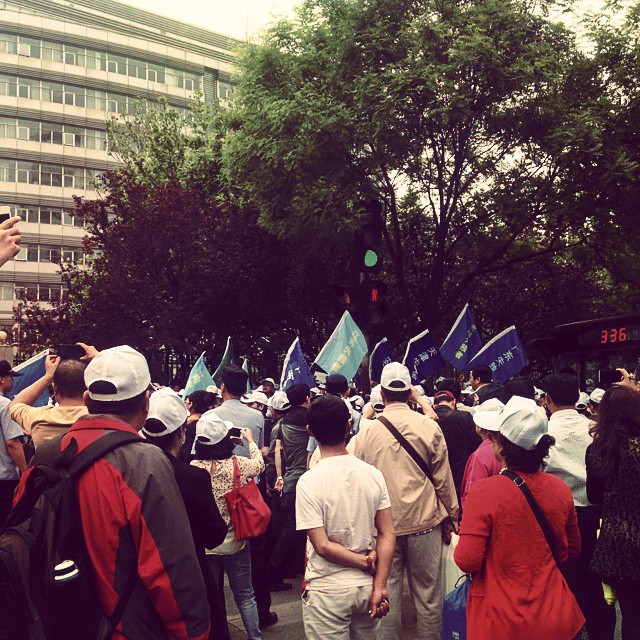
全国各地失独者在北京的集会

失独老人指独生子去世，不能再生育或收养子女的父母。由于计划生育的实行，独生子女数激增，失独家庭逐渐增多。据统计，2010年中国失独老人达到200万人，而国家对此并没有一套系统的补/救助方案。
在中国，失去独生子女对于家庭的打击几乎是毁灭性的。一方面，失去独生子女的父母很容易失去精神寄托，造成一系列严重的心理问题；另一方面，因为国家社会保障体系的不完善，部分人养老需要依靠子女提供资金和照顾，一旦失去唯一的子女，他们很可能会陷入养老危机。失独老人是计划生育政策导致的社会问题之一，在計劃生育推行後逐步引起社会关注。

### 社会问题
中国的计划生育反应了中国的一个社会问题，民意和政令相抵触，出现和谐社会不和谐的问题。民众是不会同意制定一套法律来限制自己违背自己的意愿和宪法人权的法令。计划生育的推行在一段时期内变成了一种绩效考核任务，扭曲了官员的激励，从而导致基层居民委员会和村民委员会跟民众之间造成的矛盾和冲突。

## 社会评价

### 正面评价
- 国务院新闻办公室，在1995年发表《中国的计划生育》白皮书，认为中国的计划生育是“符合国情的战略决策、造福于民的社会事业、保障人权的正确选择”[215]。
- 《人民日报》，2009年11月海外版评价“我国自20世纪70年代实施计划生育政策以来，少生了4亿人。人口出生率已经从1949年的36％。下降至2008年的12.14％。，自然增长率降至5.08％。中国的生育水平整体上呈现平稳下降态势，2006年我国人口再生产类型已经转入低生育、低死亡、低增长的发展阶段。中国人口的转型，减缓了人口对资源环境的压力，也为世界人口与发展作出了积极贡献。”[216]

- 习近平，中共中央总书记、国家主席、中央军委主席，认为中国人口众多的基本国情、人口对经济社会发展的压力、人口与资源环境的紧张关系不会根本改变，计划生育基本国策必须长期坚持。[217]

- 李克强，时任中共中央政治局常委、国务院总理，称计划生育基本国策促进了人口长期均衡发展，这关系到国家发展和民族未来和关系亿万家庭幸福。并对30多年来计生委做出的贡献予以肯定。[217]

- 蒋正华，中国人口专家、全国人大常委会副委员长，认为三十多年来计划生育政策的实施，不论在人口和经济、社会发展等方面，都有重大的成就。[218]

- 王培安，时任国家卫计委副主任，认为计划生育政策成就巨大，有效控制了人口过快增长，缓解了人口对资源环境的压力。并指出，如果不实行计划生育政策，现在的中国人口能达到17亿至18亿。后果是人均资源严重不足，环境难以承载发展的需要，经济无法发展到现在这个水平，生活环境、生活质量也将不如现在。[219]
- 翟振武，中国人民大学社会与人口学院院长、中国人民大学人口与发展研究中心主任[220]，认为“2010年中国第六次人口普查的结果分析说，世界人口每年增加大约1800万人，如果不是“中国的贡献”，世界人口早在5年前就会突破70亿。”[221]他同时支持计划生育政策的随着时代变化而进行改革。[3]
- 苏拉亚·艾哈迈德·奥贝德，联合国人口基金会执行主任，2001年3月认为“在过去20多年里，中国政府实行的计划生育政策卓有成效，在抑制全球人口增长方面起到了积极作用”以及“中国在控制人口增长方面成绩显著，能够根据自己的国情摸索经验，采取切实可行的措施。”[41]
- 洪腾，联合国人口基金会驻华代表，2017年8月赞扬了中国计生协在计划生育、生殖健康及青少年工作等领域的卓越成就和领导地位，他表示将与中国计划生育协会保持密切合作。[42][43]

- 李小平，学者，中国计划生育的主要支持者，认为计划生育目的是为了提高中国经济发展，而家庭中第二个孩子是多余的，对中国人均收入提高没有意义。进一步希望在2200年将中国人口可以控制在3亿。[222]

### 负面评价
- 企业家梁建章与作家黄文政、人口学家李建新在合写的论文中认为，由美国前国务卿基辛格主笔、美国国家安全委员会颁布的文件 《国家安全研究备忘录第200号》中提到美国为了确保国家安全和海外利益，诱使发展中国家领导人相信控制人口对他们自身有利，可以利用联合国等国际组织和非政府组织资助发展中国家的人口控制计划，并为各国培训人口学家和官员。虽然该文件中列举的国家中并不包括中国，但联合国人口基金会对计划生育政策的实施起到了重要作用。1972年到1978年间，该基金会主任曾8次访问中国。1980年，基金会与中国签署协议资助中国开展人口普查、计划生育、人口学研究等项目，相关项目培养了很多人口学家和计划生育官员，其中许多课题受到联合国人口基金会、福特基金会、洛克菲勒基金会和日本财团的资助[223]。
- 邹至庄，經濟學家，普林斯頓大學經濟學講座教授，認為中国人口太多问题已解决，放松控制会促进经济继续发展[224]。
- 汪蘋，中國全國政協委員，北京工商大學教授，化学工程和环境工程专家。在中國全国政协十一届二次会议上，遞交提案《关于“人口政策”适当放开的建议》，認為年輕人生育願望下降，應開放人口政策，解決老年化問題[225][226]。
- 黄敬孚，中國全国政协委员、天津市儿童医院儿科研究所所长。在2000年3月召开的中國全国政协九届三次会议上，遞交提案《关于建议考虑调整计划生育政策，逐步将独生子女政策改为“二胎”政策的提案》，在2002年3月召开的全国政协九届五次会议上，再次提交了《建议从更全面的角度考虑计划生育政策的提案》[227]。
- 王翔，中國全國政協委員，江西民生集团董事长。在2005年3月召开的中國全国政协十届三次会议上，遞交提案，建议统筹推行“二胎制”[227]。
- 叶廷芳，中國全国政协委员、中国科学院研究员。在2007年3月召开的中國全国政协十届五次会议上，叶廷芳等29名委员联名提交提案，要求尽快停止独生子女条例的执行，恢复原先的“一个不少（但必须是自愿），两个正好”的方针 [227]。
- 温思美，中國全國政協委員，中國民盟中央副主席、广东省政协副主席、华南农业大学副校长,教授，农村经济管理学专家。在2009年3月召开的中國全国政协十一届二次会议上，遞交提案《关于调整我国现行人口生育政策的建议》[227]。
- 余：是当今中国最具争议的作家之一，基督徒，2008年9月写了一篇长文《谁也不能杀死孩子——写给所有的母亲，也写给所有的父亲》，反對強制计划生育。
- 刘军宁，中國政治学者。2008年8月，他写了一篇题为《自由主义视野中的计划生育政策》的文章全面批判计划生育理论。
- 旷新年，北京清華大學中文系副教授，認為人口越多，國家才會越強大，不該限制人口[228]。
- 顾宝昌，中国人民大学人口与发展研究中心教授、中国人口学会常务理事，認為认识到低生育率时代的挑战进而加以应对，比从前认识到高生育率会造成问题的过程更困難[229]。
- 纪宝成，原中國人民大學校長。他建议将“一孩化”政策逐步转变为“提倡生一个，允许生两个，杜绝生三个”。[230]
- 雷吉·里特约翰（Reggie Littlejohn），女权无疆界（Women's Rights Without Frontiers）总裁，针对2012年发生的冯建梅强制引产事件，表示：“但凡讲法律的政府都不会采用或容忍这种行为，应该起诉那些要负责任的人士危害人类罪。”[231]